# Tsering Dorjee
Tsering Dorjee Bawa (ཚེ་རིང་རྡོ་རྗེ་) es un actor de cine, cantante, bailarín y músico chino nacido en el Tíbet.
Nació en Bawa, en la prefectura de Ngari, en el oeste del Tíbet . A La edad de 16 años, comenzó a estudiar artes en el Instituto Tibetano de Artes Escénicas en Dharamsala, India, donde se graduó en 1994, después estudió en la escuela "Tibetan secular dance", obteniendo una licenciatura en música y ópera. En 1999, protagonizó una película francesa dirigida por el director Eric Valli, titulada Himalaya, en la que actuó junto a Lhakpa Tsamchoe. Obtuvo una Maestría en Artes Escénicas tibetanas en el 2000.
En la actualidad reside en el área de la bahía de California, donde enseña música televisión tibetana y actuaciones teatrales .

## Filmografía
- Himalaya - l'enfance d'un chef (1999) .... Rabkie
- We're No Monks (2004) .... Pasanag
- Valhalla Rising (2009) .... Indio